# Pomnik Tadeusza Kościuszki w Sanoku (1902–1941)
Pomnik Tadeusza Kościuszki w Sanoku – monument upamiętniający Tadeusza Kościuszkę w Sanoku, istniejący w latach 1902–1941.

## Historia

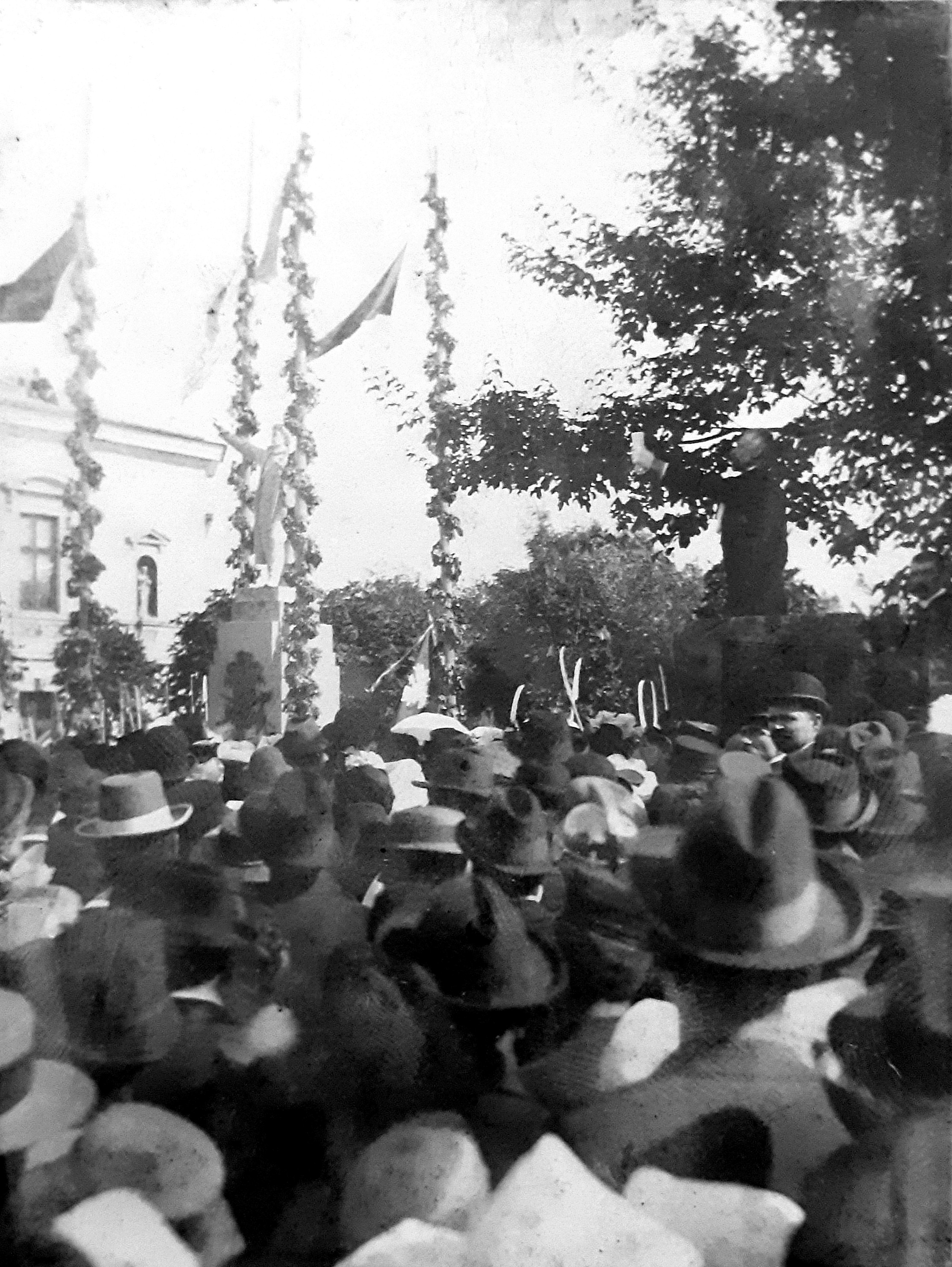
Karol Zaleski (z prawej) przemawia podczas odsłonięcia pomnika

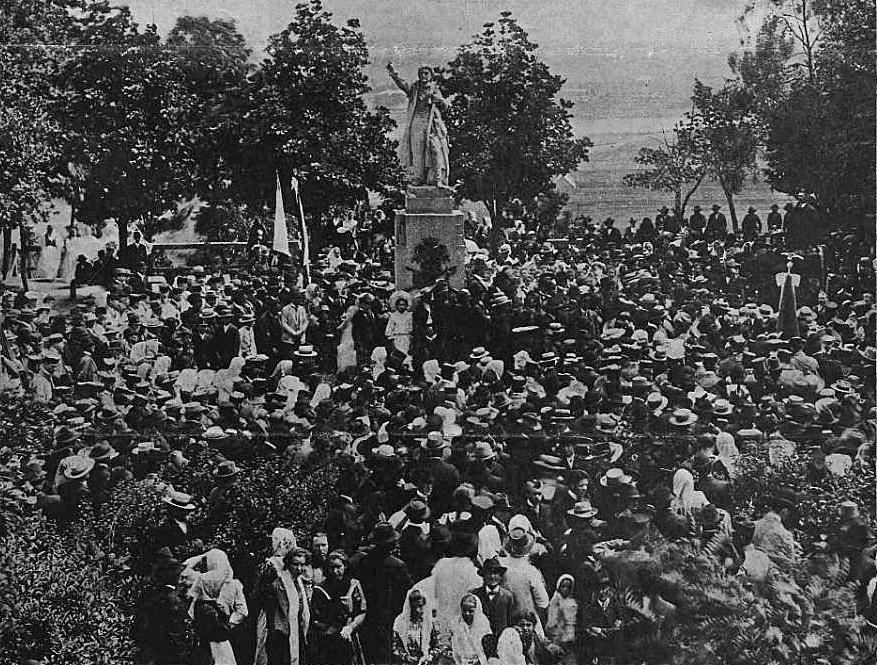
Rocznica bitwy pod Grunwaldem w Sanoku w 1907

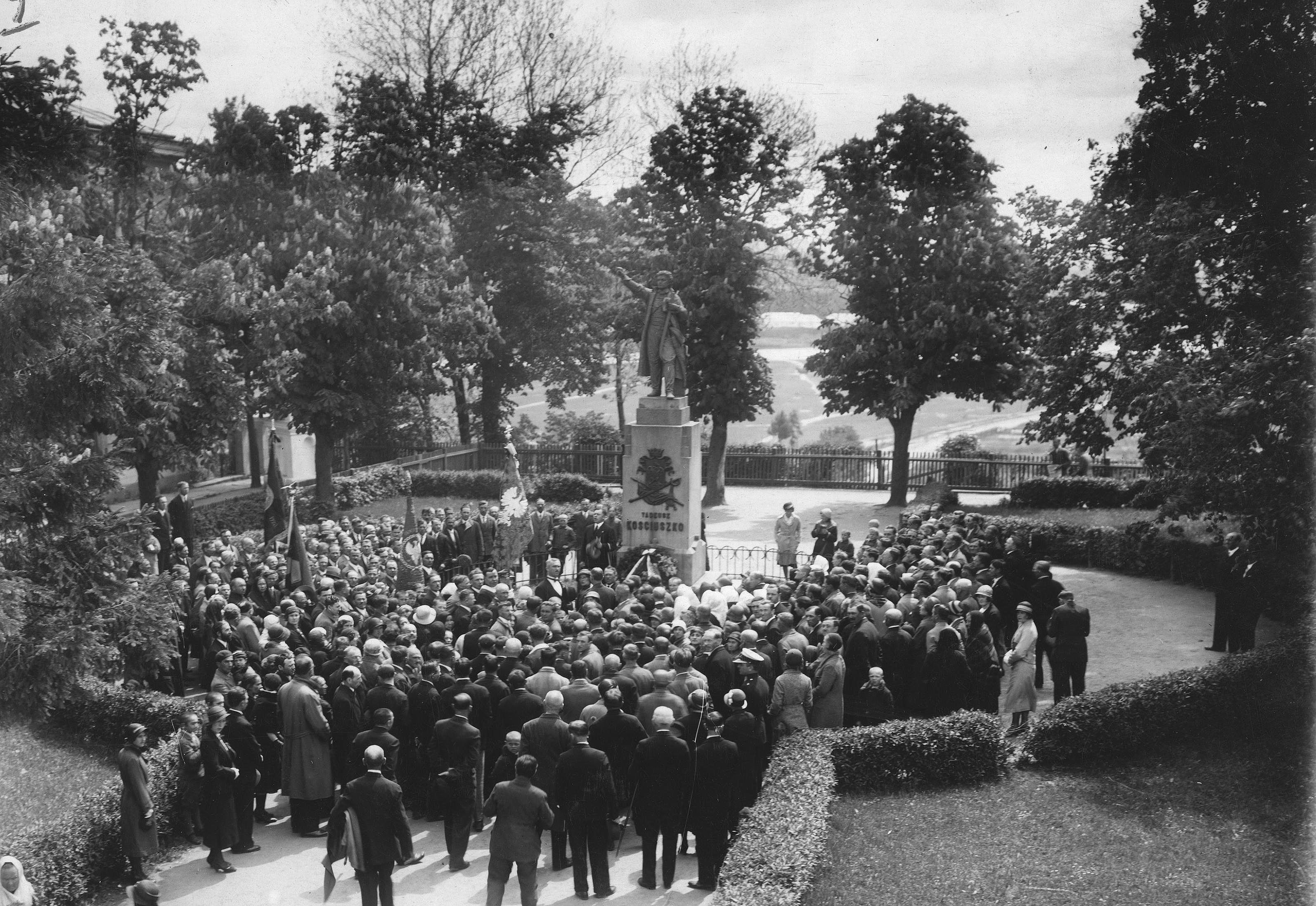
Uroczystości przy pomniku przed 1939

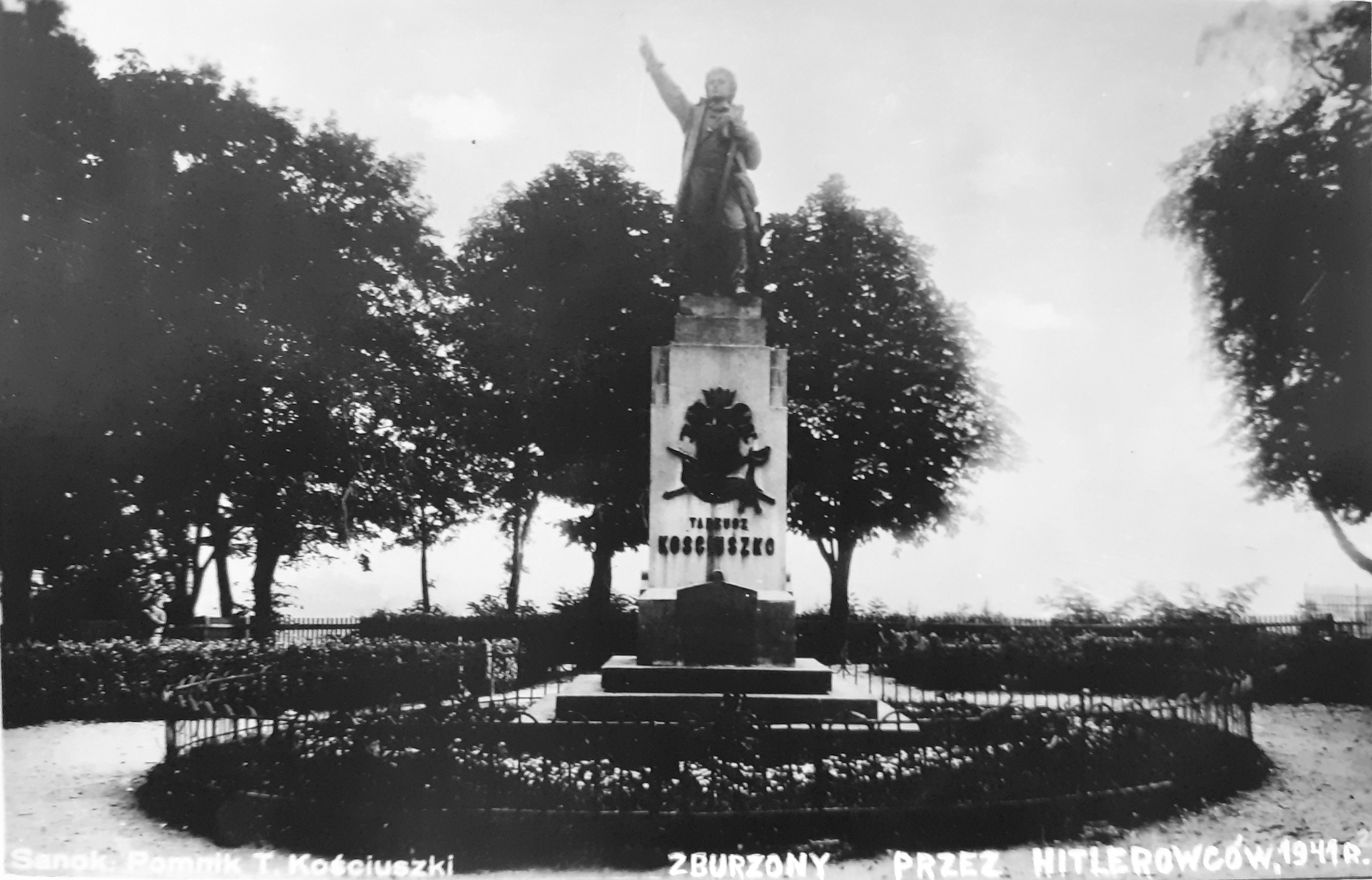
Pomnik na pocztówce

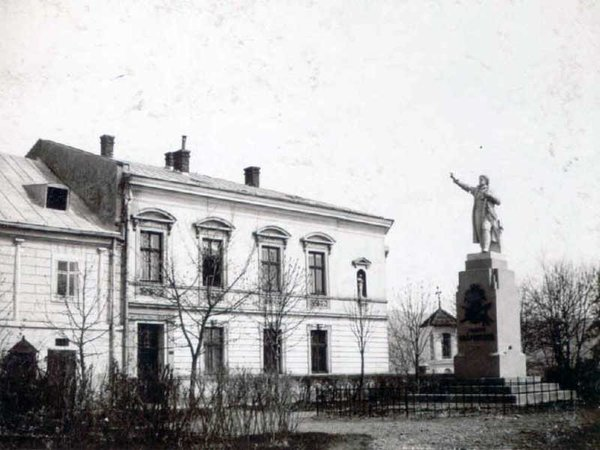
Widok pomnik i domu Zaleskich

Idea powstania pierwszego pomnika Tadeusza Kościuszki w Sanoku sięga 1894, gdy Rada Miejskiej w Sanoku podjęła decyzję o upamiętnieniu setnej rocznicy bitwy pod Racławicami. Na posiedzeniu Rady 15 marca 1894 podjęto uchwałę o przemianowaniu nazwy ulicy Krakowskiej na ulicę Tadeusza Kościuszki i pozwolono na postawienie pomnika Tadeusza Kościuszki na placu św. Jana, przekazując jednocześnie na ten cel 100 zł. Z jego inicjatywy postanowiono o budowie pomnika Tadeusza Kościuszki. W relacji prasowej z obchodów kościuszkowskich w Sanoku z dnia 1 kwietnia 1894 opisywano, że „we środę 4 b.m. dalsza część programu wejdzie w wykonanie, mianowicie iluminacya miasta i korowód z pochodniami przed pomnik Kościuszki na placu św. Jana przy odgłosie muzyki miejscowej”, co oznaczałoby, że już wtedy istniał tam pomnik Kościuszki. Podczas tychże obchodów uroczyście nadano ulicy Krakowskiej nazwę umienia Tadeusza Kościuszki. Ponadto dolną część ulicy Żydowskiej na ulicę Berka Joselewicza, zaś do mieszkańców wystosowano apel, aby w dzień rocznicy bitwy, 4 kwietnia 1894, oświetlili okna swoich domów.
Idea ustanowienia pomnika Kościuszki w Sanoku została ponowiona w 1897. Urzędujący od 1898 następca Ładyżyńskiego, burmistrz Aital Witoszyński postanowił zakupić teren na placu św. Jana. Uchwałą Rady Miejskiej z 3 maja 1900 uchwalono odstąpienie miejsca na skwerze św. Jana i zezwoliło wydać asygnację na potrzebną ilość sągów kamieni ze skały miejskiej. Prócz kwoty przekazanej przez miasto na fundusz pomnika prowadzono zbiórkę pieniężną. Jednym z darczyńców był Feliks Giela, zaś wsparcia finansowego udzielił także Aital Witoszyński. W celu zgromadzenie środków finansowych prowadzono zbiorki w Sanoku oraz poza miastem (np. w Mrzygłodzie). Przewodniczącym komitetu budowy pomnika T. Kościuszki w Sanoku został dr Karol Zaleski. Po latach podał on, że pomnik ulokowano (na placu św. Jana) w miejscu nad piwnicami „jakiegoś dawnego nowego domu”. Tym niemniej w trakcie swoich działań 11 października 1901 komitet wskazał rynek w Sanoku (sąsiadujący z placem św. Jana) jako inne miejsce lokalizacji pomnika, argumentując, że to położenie jest bardziej eksponowane. W celu uzyskania lepszej widoczności pomnika zezwolono na wycięcie drzewek wzgl. krzewów na skwerze.
W 1899 projekt pomnika przedstawił Antoni Popiel. Przeprowadzony konkurs na projekt figury Tadeusza Kościuszki wygrał rzeźbiarz Julian Markowski ze Lwowa, który sam wykonał dzieło. Jego projekt zaprezentowano komitetowi 21 lutego 1900. Projektantem podstawy (postumentu) był Teodor Talowski. Przewodniczącym komisji budowlanej był sanocki inżynier miejski Władysław Beksiński. Zarówno on, jak i inni sanoccy inżynierowie i budowniczowie Wilhelm Szomek, Karol Gerardis, Władysław Adamczyk weszli w skład komisji opiniującej powstanie pomnika. Statua Kościuszki została wyrzeźbiona z kamienia połanieckiego, zaś postument wykonany z kamienia odrzykońskiego przez kamieniarza z Krosna, Wojciecha Wojtowicza. Na cokole umieszczono emblemat z wizerunkiem orła polskiego w koronie wraz szablą i włócznią (całość tarczy wraz z literami napisu „Tadeusz Kościuszki” została odlana w brązie w miejscowej Fabryce Wagonów i Maszyn). W połowie 1902 w miejscu planowanym na pomnik był już przygotowany cokół w postaci czworokątnego kamienia. Przy pracach kamieniarskich współpracowali z komitetem artysta rzeźbiarz Józef Aszklar (podest monumentu), majster murarski Jan Nowotarski ze Lwowa. W zakresie tworzenia ogrodzenia, konstrukcji dookoła pomnika, żelaznej siatki pracowali J. Górecki i J. Szopski z Krakowa.
Został powołany komitet obchodów, któremu przewodził były burmistrz Sanoka, Cyryl Jaksa Ładyżyński. Niedługo przed uroczystościami oddania pomnika, w dniu 31 sierpnia 1902, w Sanoku obchodzono rocznicę bitwy pod Grunwaldem (organizatorem był inż. Władysław Ostrowski). Obchody odsłonięcia pomnika Tadeusza Kościuszki w Sanoku odbyły się 28 września 1902. W wydarzeniu uczestniczył nie tylko mieszkańcy miasta, ale też okoliczny lud wiejski. Najpierw uczestniczy zgromadzili się przy gmachu Towarzystwa Gimnastycznego „Sokół” w Sanoku. Następnie korowód kroczył ulicami miasta. Wśród podążających było 112 konnych i kosynierzy w mundurach ułanów w liczbie 60, reprezentanci młodzieży miejscowego C. K. Gimnazjum, „Sokoła”, rady miejskiej, rzemieślników, dziewczęta w strojach krakowskich. Po mszy św. i kazaniu wygłoszonym przez gwardiana miejscowego klasztoru franciszkanów, o. Alojzego Karwackiego, pochód ruszył na plac św. Jana. Pomnik został ulokowany w północnym rogu placu św. Jana. Statua przedstawiała Naczelnika Kościuszkę podczas aktu przysięgi, złożonej 24 marca 1794 na rynku krakowskim. Postać miała wyciągniętą prawą rękę ku górze w trakcie aktu przysięgi, a lewą trzymała przy sobie szablę. Monumenty został otoczony niskim żelaznym ogrodzeniem. Uroczystościom przewodził ceniony sanocki lekarz, dr Karol Zaleski, mieszkający tuż obok (Willi Zaleskich), który wygłosił okolicznościowe przemówienie. Tuż po tym z pomnika zsunięto zasłonę, a jego poświęcenia dokonał ks. Jan Trznadel. Ponadto mowy wygłosili burmistrz Sanoka Aital Witoszyński, poseł Grzegorz Milan oraz delegat przemyskiego „Sokoła” o nazwisku Kosiba. Pomnik został ulokowany w północnym rogu placu św. Jana. Po głównych uroczystościach dalszy ciąg uroczystości odbywał się w siedzibie sanockiego „Sokoła”, gdzie goszczono około 400 przedstawicieli włościaństwa spod Sanoka. O 20 wieczorem zorganizowano wieczór muzyczno-deklamacyjny, podczas którego przedstawiono dwa pierwsze obrazy dramatu Kościuszko pod Racławicami autorstwa Władysława Ludwika Anczyca. Zdjęcia fotograficzne podczas uroczystości odsłonięcia pomnika wykonywał Jakub Puretz.
W Sanoku wydano drukiem w formie broszur Przemówienie Przewodniczącego komitetu budowy pomnika T. Kościuszki w Sanoku Dra Karola Zaleskiego u stóp pomnika podczas uroczystości odsłonięcia tegoż w dniu 28 września 1902 (1902), Zagajenie wieczoru kościuszkowskiego w Sokole Sanockim w dniu 23 października 1904. przez Dra Karola Zaleskiego (1904). Komitet Budowy Pomnika Tadeusza Kościuszki został rozwiązany 10 maja 1904. Prezesem Komitetu Kościuszkowskiego był Feliks Gniewosz, wiceprezesem Cyryl Jaksa Ładyżyński i Jan Gaweł, a skarbnikiem i sekretarzem Feliks Giela, od 1899 prezesem był dr Karol Zaleski.
U kresu epoki zaboru plac z pomnikiem Kościuszki stał się był miejscem zebrań patriotycznych młodzieży podczas świąt narodowych (rocznice bitwy pod Grunwaldem, uchwalenia Konstytucji 3 Maja). Pomnik przetrwał I wojnę światową mimo dwukrotnej okupacji rosyjskiej w latach 1914–1915.
Po wybuchu II wojny światowej zaistniało niebezpieczeństwo zburzenia pomnika przez okupanta niemieckiego we wrześniu 1940. Zamieszkujący tuż obok dr Karol Zaleski swoją interwencją wymógł u Kreishauptmanna Alberta Schaara pozostawienie go i otrzymał obietnicę, iż nie zostanie naruszony. Lekarz zmarł 20 lutego 1941 i dwa miesiące po tym fakcie, rankiem dnia 21 kwietnia 1941 rozpoczęto roboty rozbiórkowe przy pomniku. Wskutek perswazji córki lekarza, Jadwigi Zaleskiej robotnicy odstąpili od pracy. Nazajutrz o świcie podjęto się kontynuacji likwidacji monumentu, lecz uniemożliwiła to ponowna interwencja tejże kobiety. Następnie odprawieni robotnicy powrócili na plac ze Stadtkommisarem Josefem Märklem, który orzekł, że „pomnik drażni Rosjan” i rozkazał jego natychmiastowe zburzenie. Dokonano tego w tym samym dniu przy użyciu dynamitu. Szczątki monumentu wyrzucono nieopodal do fosy przy sanockim zamku (wówczas było tam wysypisko śmieci). W związku z podjętym protestem godzinę po konfrontacji z Niemcami Zaleska została zwolniona ze stanowiska nauczycielki w Szkole Handlowej i musiała czasowo opuścić miasto. Jej młodociany siostrzeniec Julian Hanus został wywieziony do Auschwitz-Birkenau, gdzie zmarł.

## Epilog
Jeszcze w latach 90. na placu św. Jana istniał zachowany szczątek cokołu pomnika. Zachował się także został emblemat orła z szablą i włócznią, które trafiły do zbiorów Muzeum Historycznego w Sanoku.
W 1962 odsłonięto w Sanoku drugi Pomnik Tadeusza Kościuszki, ulokowany przy ulicy Tadeusza Kościuszki. W 2005 na placu św. Jana ustanowiono Pomnik Synom Ziemi Sanockiej Poległym i Pomordowanym za Polskę w Sanoku.